# Hans Hammond Rossbach
Hans Ditlev Hammond Rossbach (16. oktober 1931 i Kristiansund – 7. august 2012) var en norsk socialøkonom og politiker (V). Han repræsenterede Møre og Romsdal i Stortinget fra 1965 til 1985, og var blandt andet parlamentarisk leder fra 1973 til 1985, og Stortingets vicepræsident fra 1969 til 1972. Rossbach var næstformand i Venstre fra 1973 til 1975, og partileder fra 1976 til 1982. Han var æresmedlem af Unge Venstre.